# Echinopora lamellosa
Echinopora lamellosa là một loài san hô trong họ Faviidae. Loài này được Esper mô tả khoa học năm 1795.